# Kloster Lehnin
Kloster Lehnin is een gemeente in de Duitse deelstaat Brandenburg, en maakt deel uit van de Landkreis Potsdam-Mittelmark.
Kloster Lehnin telt 10.971 inwoners. De centrale kern is opgericht in 1180; de gemeente is in de huidige omgang tot stand gekomen in een vrijwillige fusie in 2002 met het toenmalige Amt Lehnin, waarna in 2003 de naburige gemeente Trechwitz is geannexeerd.

## Plaatsen in de gemeente
- Damsdorf
- Emstal (tot 1937: Schwina)
- Göhlsdorf
- Grebs
- Lehnin
- Krahne (met Rotscherlinde)
- Michelsdorf
- Netzen
- Prützke
- Rädel
- Reckahn (met Meßdunk)
- Rietz
- Trechwitz

## Sport en recreatie
Door deze plaats loopt de Europese wandelroute E11. De E11 loopt van Den Haag naar het oosten, op dit moment de grens van Polen en Litouwen.

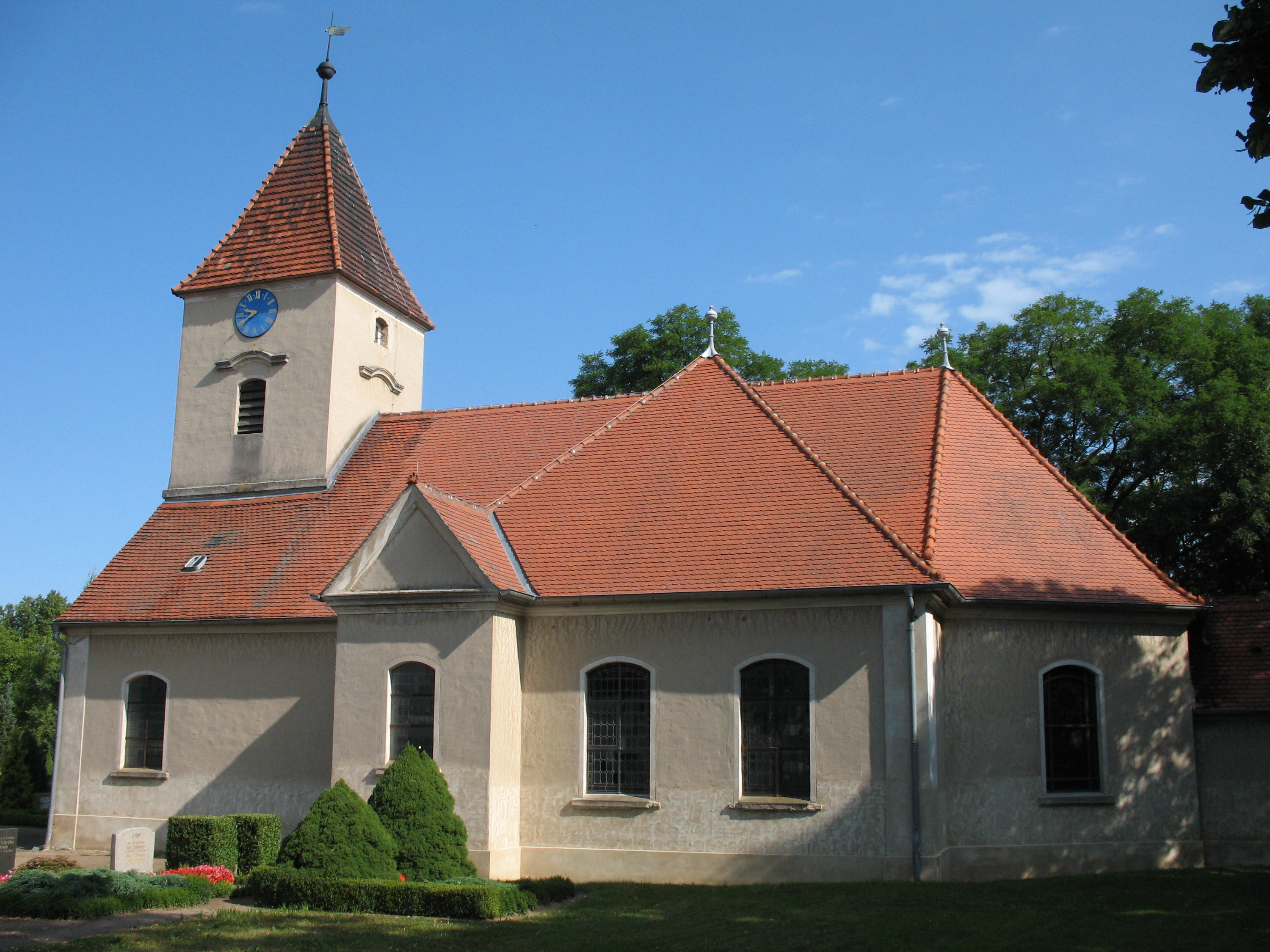
Kerk in Krahne
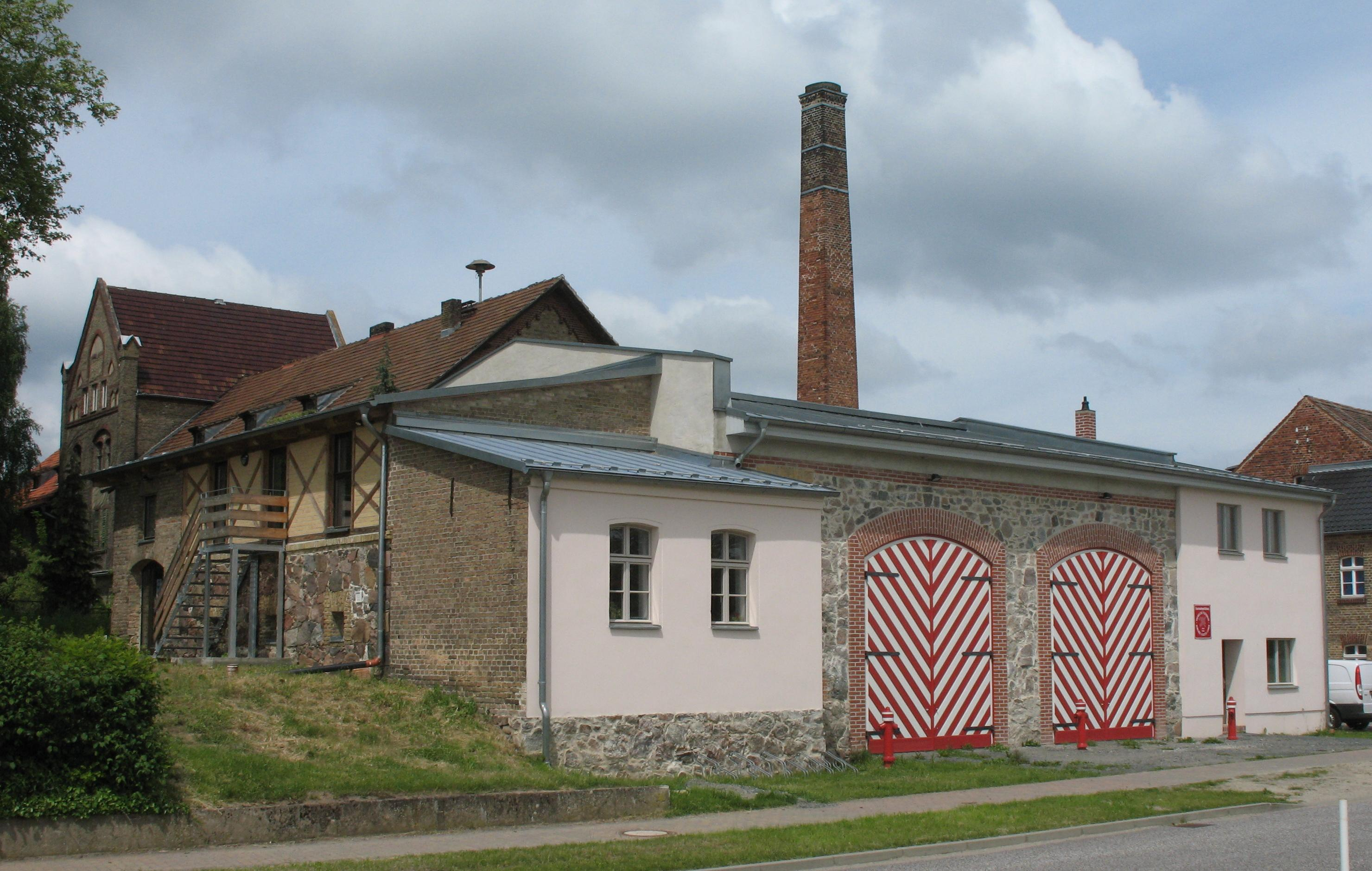
Brandweerkazerne in Krahne
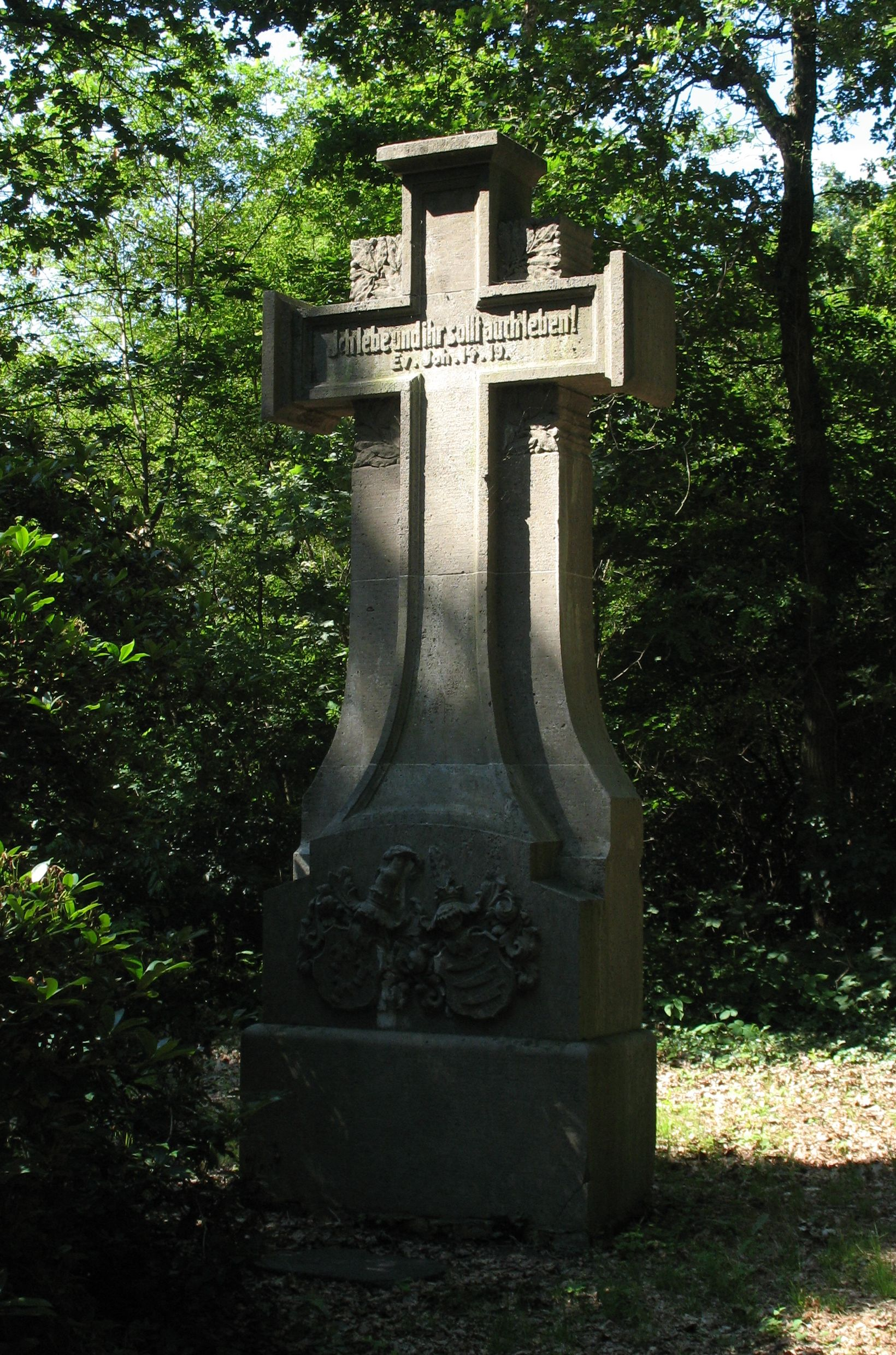
Graf in Krahne
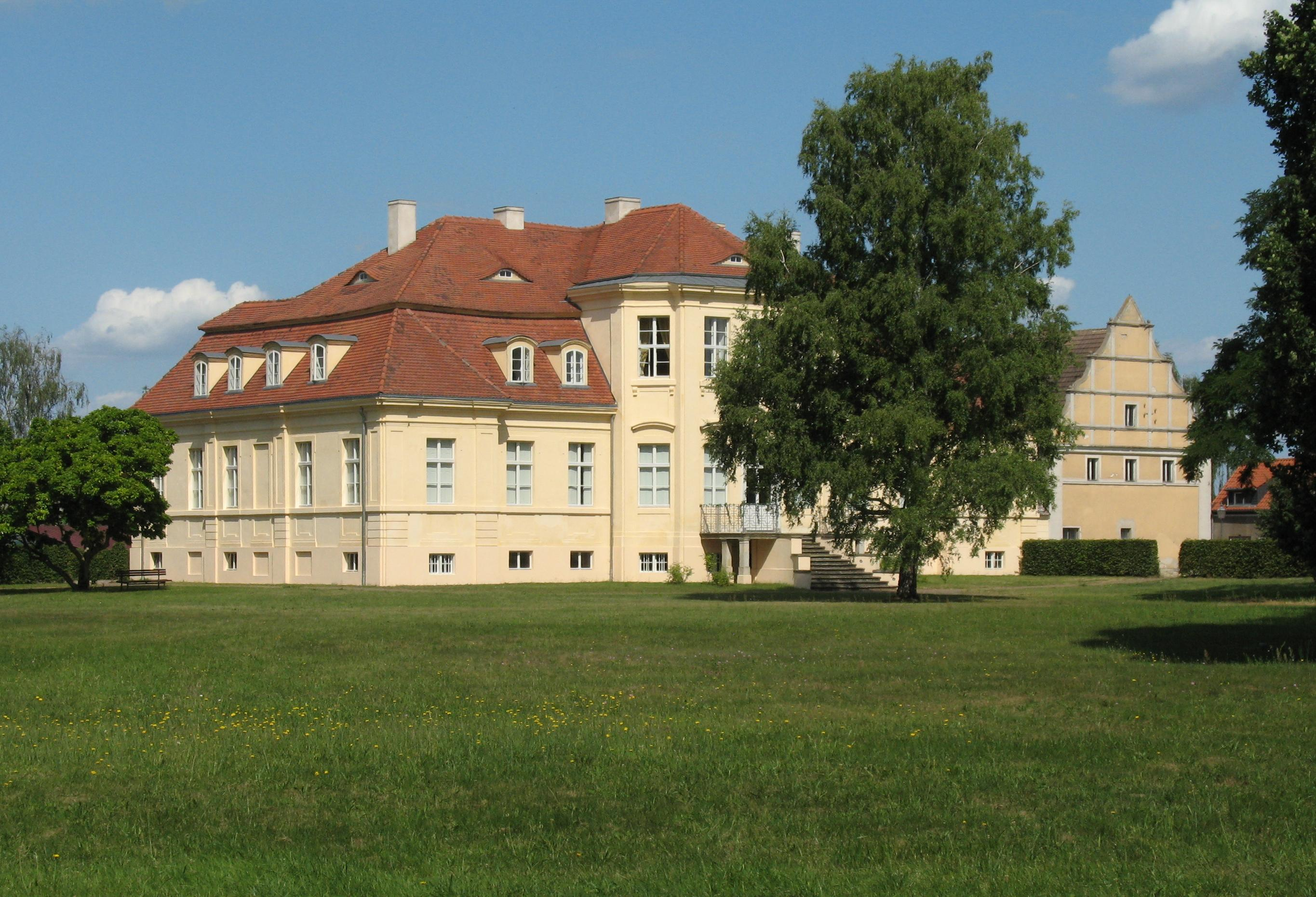
Reckahn
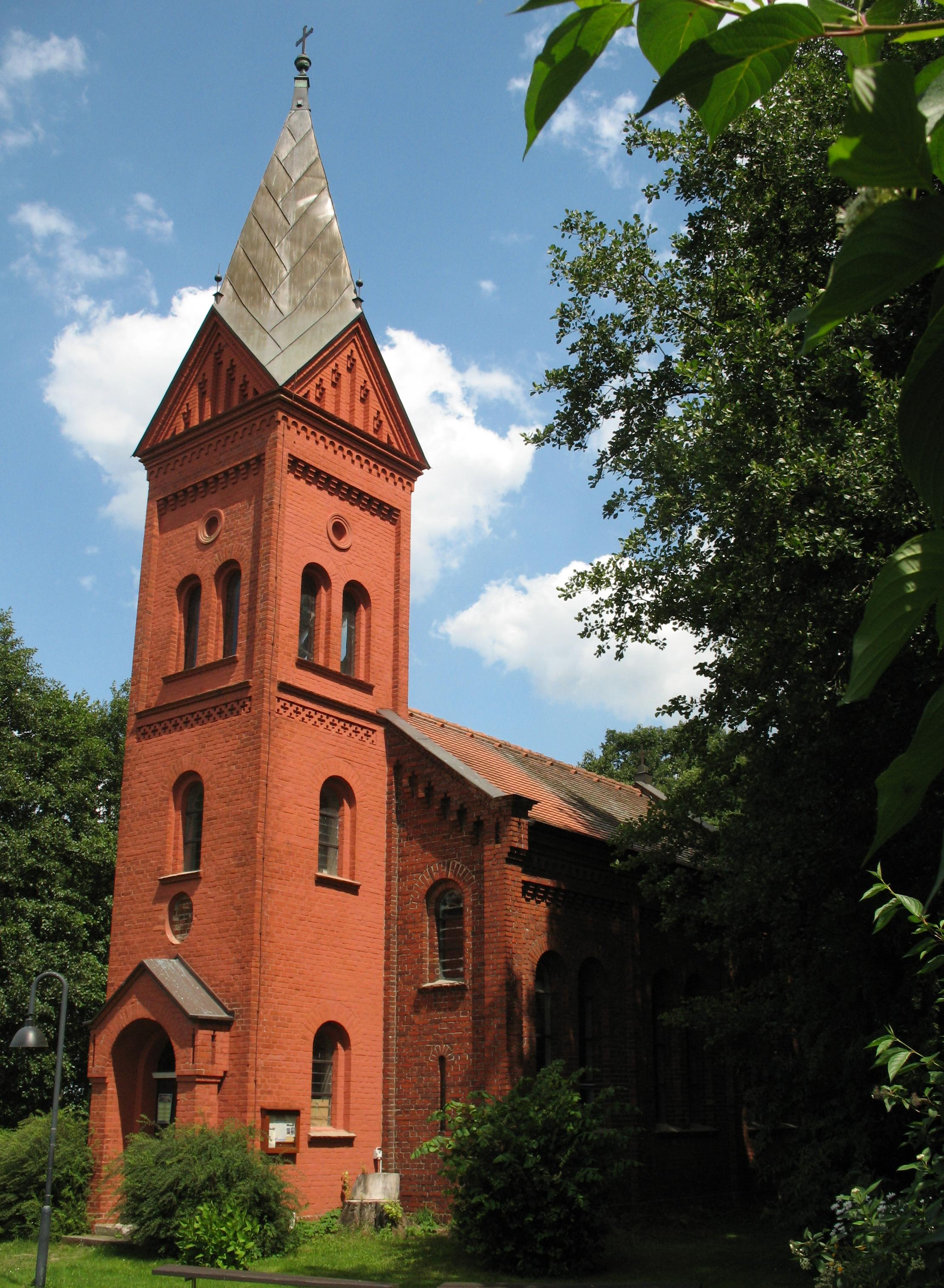
Kerk in Reckahn-Meßdunk

Bad Belzig ·
Beelitz ·
Beetzsee ·
Beetzseeheide ·
Bensdorf ·
Borkheide ·
Borkwalde ·
Brück ·
Buckautal ·
Golzow ·
Görzke ·
Gräben ·
Groß Kreutz (Havel) ·
Havelsee ·
Kleinmachnow ·
Kloster Lehnin ·
Linthe ·
Michendorf ·
Mühlenfließ ·
Niemegk ·
Nuthetal ·
Päwesin ·
Planebruch ·
Planetal ·
Rabenstein/Fläming ·
Rosenau ·
Roskow ·
Schwielowsee ·
Seddiner See ·
Stahnsdorf ·
Teltow ·
Treuenbrietzen ·
Wenzlow ·
Werder (Havel) ·
Wiesenburg/Mark ·
Wollin ·
Wusterwitz ·
Ziesar